# Giga Chikadze
Giga Chikadze (Tbilisi, 25 de agosto de 1988) é um lutador georgiano de artes marciais mistas, atualmente competindo no peso pena do Ultimate Fighting Championship, e ex-kickboxer que competia na Glory.

## Biografia
Giga Chikadze nasceu em 25 de agosto de 1988 em Tiblíssi, na República Socialista Soviética da Geórgia, na União Soviética. Entre 4 e 5 anos, ele começou a treinar Karate Goju-ryu.
Sua primeira introdução ao MMA foi ao assistir as fitas do UFC 1, vendo Royce Gracie derrotar oponentes maiores. Em 2008 começou a lutar Kickboxing profissional e em 2015 entrou no Glory, o maior evento de kickboxe no mundo.

## Carreira no MMA

### Ultimate Fighting Championship
Giga Chikadze assinou um contrato de quatro lutas com o UFC e fez sua estreia contra Brandon Davis em 28 de setembro de 2019 no UFC Fight Night: Hermansson vs. Cannonier. Chikadze venceu por decisão dividida.
Chikadze fez sua segunda luta contra Jamall Emmers no dia 7 de março de 2020 no UFC 248: Adesanya vs. Romero. Chikadze venceu a luta por decisão dividida.
Chikadze enfrentou Irwin Rivera em 16 de maio de 2020 no UFC on ESPN: Overeem vs. Harris. Elevenceu por decisão unânime.

## Cartel no MMA
| Cartel no MMA   |             |            |
| 17 lutas        | 14 vitórias | 3 derrotas |
| Por nocaute     | 9           | 0          |
| Por finalização | 1           | 1          |
| Por decisão     | 4           | 2          |

| Res.    | Cartel | Oponente          | Método                                    | Evento                                         | Data       | Round | Tempo | Local                     | Notas                 |
| ------- | ------ | ----------------- | ----------------------------------------- | ---------------------------------------------- | ---------- | ----- | ----- | ------------------------- | --------------------- |
| Derrota | 14-3   | Calvin Kattar     | Decisão (unânime)                         | UFC on ESPN: Kattar vs. Chikadze               | 15/01/2022 | 5     | 5:00  | Las Vegas, Nevada         |                       |
| Vitória | 14-2   | Edson Barboza     | Nocaute Técnico (socos)                   | UFC on ESPN: Barboza vs. Chikadze              | 28/08/2021 | 3     | 1:44  | Las Vegas, Nevada         | Performance da Noite. |
| Vitória | 13-2   | Cub Swanson       | Nocaute Técnico (chute no corpo e socos)  | UFC on ESPN: Reyes vs. Procházka               | 01/05/2021 | 1     | 1:03  | Las Vegas, Nevada         | Performance da Noite. |
| Vitória | 12-2   | Jamey Simmons     | Nocaute Técnico (chute na cabeça e socos) | UFC Fight Night: Santos vs. Teixeira           | 07/11/2020 | 1     | 3:51  | Las Vegas, Nevada         | Performance da Noite. |
| Vitória | 11-2   | Omar Morales      | Decisão (unânime)                         | UFC Fight Night: Moraes vs. Sandhagen          | 10/10/2020 | 3     | 5:00  | Abu Dhabi                 |                       |
| Vitória | 10-2   | Irwin Rivera      | Decisão (unânime)                         | UFC on ESPN: Overeem vs. Harris                | 16/05/2020 | 3     | 5:00  | Jacksonville, Florida     |                       |
| Vitória | 9-2    | Jamall Emmers     | Decisão (dividida)                        | UFC 248: Adesanya vs. Romero                   | 07/03/2020 | 3     | 5:00  | Las Vegas, Nevada         |                       |
| Vitória | 8-2    | Brandon Davis     | Decisão (dividida)                        | UFC Fight Night: Hermansson vs. Cannonier      | 28/09/2019 | 3     | 5:00  | Las Vegas, Nevada         | Estreia no UFC.       |
| Vitória | 7-2    | Damien Manzanares | Nocaute Técnico (socos)                   | Gladiator Challenge: MMA World Championships   | 23/03/2019 | 1     | 0:45  | Whitney, California       | Volta aos Penas.      |
| Vitória | 6-2    | C.J. Baines       | Finalização (chave de braço)              | Gladiator Challenge: Summer Showdown           | 11/08/2018 | 1     | 0:12  | Rancho Mirage, California | Luta nos Leves.       |
| Derrota | 5-2    | Austin Springer   | Finalização (mata leão)                   | Dana White's Contender Series 10               | 19/06/2018 | 3     | 4:10  | Las Vegas, Nevada         | Estreia nos Penas.    |
| Vitória | 5-1    | Kevin Ceron       | Nocaute (soco)                            | Gladiator Challenge: MMA Fighting Championship | 21/04/2018 | 1     | 2:37  | Rancho Mirage, California |                       |
| Vitória | 4-1    | Kevin Gratts      | Nocaute (soco)                            | Gladiator Challenge: Season's Beatings         | 16/12/2017 | 1     | 1:17  | Rancho Mirage, California |                       |
| Vitória | 3-1    | Julian Hernandez  | Nocaute Técnico (socos)                   | Gladiator Challenge: Summer Feud               | 10/06/2017 | 1     | 0:49  | Rancho Mirage, California |                       |
| Vitória | 2-1    | Anthony Ross      | Nocaute Técnico (socos)                   | Gladiator Challenge: Absolute Beat Down        | 25/03/2017 | 1     | 0:10  | San Jacinto, California   |                       |
| Vitória | 1-1    | Joe Bear          | Nocaute Técnico (desistência)             | Gladiator Challenge: Season's Beatings         | 17/12/2016 | 1     | 1:50  | San Jacinto, California   |                       |
| Derrota | 0-1    | Gil Guardado      | Decisão (unânime)                         | WSOF 26                                        | 18/12/2015 | 3     | 5:00  | Las Vegas, Nevada         | Estreia nos Leves.    |